# Сірий Олександр
Олександр Сірий (18 вересня 1962, м. Львів, нині Україна — 30 березня 2021, м. Київ, Україна) — український продюсер. Колишній генеральний продюсер Першого каналу і виконавчий директор Freedom Hall.

## Життєпис
Олександр Сірий народився 18 вересня 1962 року у місті Львові.
Закінчив Львівську музичну десятирічку імені Соломії Крушельницької, Донецьку державну консерваторію імені Сергія Прокоф'єва.
Співпрацював з Алекса, Ассоль, Женя Анішко, Христина Коц-Готліб, Поля Франц, Do-ping, Юля Лотоцька, Поліна, Man Sound, Мар'яна, Ігор Закус, Саша Дюма.
У 2006 році в рамках фестивалю «Do #Dж» він привозив в Україну легендарні колективи «The Manhattan Transfer» і «Take 6». Режисер Міжнародного легкоатлетичного турніру «Zepter — Зірки жердини». Організував і провів акції, як «Міс Європа» — 2006 і бенефіс Анастасії Волочкової.
Очолював компанію ICMG, яка в 2007 році організувала виступ американського джазового виконавця Маркуса Міллера.
Помер 30 березня 2021 у Києві від COVID-19.